# Piuí (tiểu vùng)
Piuí là một tiểu vùng thuộc bang Minas Gerais, Brasil. Tiều vùng này có diện tích 7645 km², dân số năm 2007 là 77188 người.